# Grójec (xã)
Grójec là một xã (quận hành chính) ở Grójec, tỉnh Mazowieckie, ở phía Đông Trung Bộ Ba Lan. Thủ phủ của nó là thị trấn Grójec, nằm cách Warszawa khoảng 40 kilômét (25 mi) về phía nam.
Gmina có diện tích 120,64 kilômét vuông (46,6 dặm vuông Anh), và tính đến năm 2006, tổng dân số của nó là 23.140 (trong đó dân số của riêng Grójec lên tới 14.990, và dân số của vùng nông thôn của xã là 8.150).

## Làng và các khu định cư
Ngoài thị trấn Grojec, Gmina Grojec chứa các làng và các khu định cư như Bikówek, Częstoniew, Dębie, Duży Dol, Falęcin, Głuchów, Gościeńczyce, Grudzkowola, Janówek, Kępina, Kobylin, Kociszew, Kosmin, Krobów, Las Lesznowolski, Lesznowola, Lisówek, Maciejowice, Marianów, Mieczysławówka, Mięsy, Mirowice, Pabierowice, Piekiełko, Podole, Skurów, Słomczyn, Szczęsna, Uleniec, Wola Krobowska, Wola Worowska, Wolka Turowska, Worów, Zakrzewska Wola, Załącze, Zalesie và Żyrówek.

## Xã lân cận
Grójec được bao quanh bởi các xã Belsk Duży, Chynów, Jasieniec, Pniewy, Prażmów và Tarczyn.